# Luidia savignyi
Luidia savignyi (лат.) — вид морских звёзд рода Луидии (Luidia) из отряда паксиллоносных морских звёзд. Обитает в тропическом и субтропическом Индо-Тихоокеанском регионе. Это крупная морская звезда, охотящаяся на других иглокожих.

## Описание
Luidia savignyi — крупная морская звезда, расстояние между кончиками вытянутых лучей которой иногда достигает около 30 см. Обычно у неё шесть или семь тонких лучей с заострёнными кончиками, прикреплённых к относительно небольшому центральному диску. Аборальная (верхняя) поверхность шероховатая и зернистая, с многочисленными скелетными придатками, известными как паксиллы. Это вертикальные столбики, увенчанные пучками крошечных шипиков, часто с одним более крупным оранжевым шипом в центре. Цвет аборальной поверхности сильно варьируется у разных особей: сероватый с бежевыми, бордовыми, зеленоватыми или коричневатыми пятнами и вкраплениями. На оральной поверхности вдоль каждого луча проходит амбулакральная бороздка, заканчивающаяся центральным ртом. Он выстлан с обеих сторон трубчатыми ножками с присосками. Оральная поверхность лучей покрыта когтистыми педицелляриями, а на границе между аборальной и оральной поверхностями растёт ободок из крупных, толстых шипов.

## Распространение и среда обитания
Luidia savignyi обитает в тропическом и субтропическом Индо-Тихоокеанском регионе, её ареал простирается от Красного моря и побережья Восточной Африки до Филиппин и Новой Каледонии. Её типичная среда обитания — неуплотнённый песчано-илистый грунт, но она также часто встречается на скальных плитах, покрытых коралловыми обломками и водорослями. Встречается на глубине до 30 м.

## Биология
Эта луидия ведёт преимущественно ночной образ жизни. Благодаря длинным конечностям она способна очень быстро передвигаться и эффективно зарываться в грунт. L. savignyi — хищник, питающийся морскими ежами, «неправильными» морскими ежам и инфракласса Irregularia и морскими звёздами, особенно [[Astropecten polyacanthus]. Создаётся впечатление, что она бежит за добычей, а другие виды спасаются бегством при её приближении. Она не выпячивает желудок, как многие морские звёзды, а широко растягивает рот и заглатывает добычу целиком; после обильного приёма пищи небольшой диск разбухает и деформируется. Нападая на некоторых морских звёзд, таких как Protoreaster nodosus и небольшую Nardoa gomophia, она вскоре бросает потенциальную добычу. В отличие от близкородственной Luidia maculata, в тканях Luidia savignyi не обнаружено никаких полезных химических веществ.